# Гюббенет, Адольф Яковлевич
Адольф Яковлевич Гюббенет (Адольф фон Хюббенет, нем. Adolf von Hübbenet; 12 сентября 1830, Псков — 24 марта 1901, Санкт-Петербург) — государственный деятель, сенатор (09.06.1882), статс-секретарь (15.05.1883), член Государственного совета (1892), действительный тайный советник (01.01.1895).

## Биография

### Семья и начало карьеры
Родился 31 августа 1830 года в городе Лемзаль Рижского уезда Лифляндской губернии. Его отец, Якоб Христиан фон Гюббенет, происходил из кавалеров de la Motte es Rouvray. В составе егерского полка Якоб участвовал в войне 1812 года против французов; в 1848 году признан с детьми в звании русского потомственного дворянства.
В 1849 году Адольф Яковлевич окончил благородный пансион при Псковской губернской гимназии и поступил на Юридический факультет Санкт-Петербургского университета.
20 марта 1854 года поступил на службу в Министерство внутренних дел и вскоре был назначен чиновником особых поручений при тобольском губернаторе; через год был переведён к генерал-губернатору Западной Сибири. В марте 1859 переведён в Министерство государственных имуществ. В 1861 получил орден Святого Станислава 2-й степени. В дальнейшем управлял палатами государственных имуществ в Гродно, Тамбове и Самаре. С 1865 года заведовал контрольными палатами в Вильно, в 1868 году — в Варшаве, после чего был награждён орденом Святой Анны 2-й степени, а затем переведён в Санкт-Петербург на должность директора канцелярии государственного контроля (с 1871) и департамента государственного казначейства (с 1874). В 1871 был удостоен ордена Святого Владимира 3-й степени.
Во время русско-турецкой войны организовал на обоих театрах войны полевые казначейства и возглавил их.
В 1880 году А. Я. Гюббенет был назначен заместителем министра путей сообщения. В этой должности он работал над проектом о подчинении железнодорожного дела контролю, над урегулированием железнодорожных тарифов и их подчинением правительственному надзору, над положением о подъездных путях и пр. В августе 1884-го Гюббенет был удостоен ордена Белого Орла, а в 1885-м получил звание сенатора.

### На посту Министра путей сообщения
После крушения императорского поезда в 1888 году практически всё руководство управления железных дорог было снято с постов. В апреле 1889 года Гюббенет был назначен министром путей сообщения.

Гюббенет — то же самое — железнодорожного дела не знал, был простой чиновник, сенатор, очень напыщенный, любивший говорить очень напыщенным тоном, человек не дурной, но очень обидчивый; никакого влияния на железнодорожное дело он иметь не мог
— Витте С. Ю. 1849—1894: Детство. Царствования Александра II и Александра III, глава 12 // Воспоминания. — М.: Соцэкгиз, 1960. — Т. 1. — С. 253. — 75 000 экз.
В отличие от своего предшественника, генерала Паукера, у него сразу же сложились крайне напряжённые отношения с министром финансов Вышнеградским И. А., который в деловых вопросах теперь оказывался ближайшим партнёром и сотрудником министра путей сообщения (тарифная политика, выкуп дорог и целый ряд других, не менее важных). Александр III был хорошо осведомлён о тлеющем конфликте, но относился к нему не только спокойно, но и даже с некоторым удовольствием. Как рассказывал Вячеслав Плеве начальнику Главного управления по делам печати Евгению Феоктистову,

«…непримиримая вражда Гюббенета и Вышнеградского, конечно не составляет тайны для государя, но он вовсе не намерен положить ей конец, напротив того, она как бы входит в его виды. Государь не любит Вышнеградского, не доверяет ему и, кажется, очень доволен, что Гюббенет следит за каждым его шагом, умышленно выискивает, нет ли чего предосудительного в образе действий его противника».— ( Евгений Феоктистов, «За кулисами политики и литературы»)
Такое положение казалось бы создавало некоторые преимущества для Гюббенета, но при том его позиции изрядно подрывались… им же самим. Он был слишком явно некомпетентен в делах собственного ведомства. В конце концов это и привело его к отставке в 1892 году. Он был сменён С. Ю. Витте.
В годы министерства Гюббенета и с его подачи было принято решения по строительству Великого Сибирского пути. Активно проводил политику по выкупу и переводу в разряд казённых бывших до этого частных железных дорог с соответствующей централизацией их управлением.
По мнению современных исследователей, Гюббенет внёс значительный вклад в развитие железнодорожного транспорта. При нём было построены тысячи вёрст новых путей по направлениям Санкт-Петербург—Варшава, Саксаганской ветви Екатерининской железной дороги, Чиатурской ветки Закавказской железной дороги, началось проведение Курско-Воронежской и Рязанско-Казанской железных дорог, открыты Уфа-Златоустовская и Риго-Псковская дороги. При Гюббенете особое внимание стали уделять безопасности движения составов: провели ремонт мостов и дорожных полотен, разработали новый порядок контроля за состоянием путей, новые стандарты производства рельсов, расписание поездов скорректировали и дополнили с учётом движения экстренных составов. В конце 1891-го были внедрены меры противопожарной безопасности в составах и запрещено использование горючего керосинового освещения вагонов. Тогда же отменили 24-часовые бессменные дежурства стрелочников, регламентирован скоростной режим на разных участках пути и налажена сигнально-телеграфная экстренная связь.
На посту министра путей сообщения Адольф Гюббенет также занимался развитием Мариинской водной системы, при нём был наконец воплощён давно разработанный проект её улучшения от инженера Звягинцева. По указанию Гюббенета специальная комиссия в 1890—1892 годах изучила состояние и других искусственных водных систем (Вышневолоцкой, Березинской, Огинской и Днепровско-Бугской), предложив затем меры к их модернизации.
С 1898 года здоровье Гюббенета стало ухудшаться. Он предпринял несколько поездок за границу для лечения, скончался в Париже 4 марта 1901 года. Похоронен на кладбище Воскресенского Новодевичьего монастыря  (Средняя часть, дор. 3, уч. 56).

## Награды
- Орден Святой Анны 3-й степени (18.12.1857)
- Орден Святого Станислава 2-й степени с императорской короной (27.04.1860)
- Орден Святой Анны 2-й степени с императорской короной (18.05.1867)
- Орден Святого Владимира 3-й степени (17.04.1871)
- Майорат в Царстве Польском (16.03.1873)
- Орден Святого Станислава 1-й степени (08.04.1873)
- Орден Святой Анны 1-й степени (28.12.1877)
- Орден Святого Владимира 2-й степени (12.04.1881)
- Орден Белого орла (30.08.1884)
- Орден Святого Александра Невского (01.01.1890)
- Высочайшая благодарность (02.03.1896)

Иностранные:
- Итальянский орден Короны, большой крест (1875)
- Персидский орден Льва и Солнца 1-й степени (1889)
- Черногорский орден князя Даниила I 1-й степени (1889)
- Австрийский орден Леопольда, большой крест (1891)